# The Best of Type O Negative
The Best of Type O Negative è una raccolta del gruppo musicale statunitense Type O Negative, pubblicato il 12 settembre 2006 dalla Roadrunner Records.

## Descrizione
Questa raccolta è stata pubblicata senza il coinvolgimento del gruppo, che in quel momento era sotto contratto con la SPV Records, e che quindi non viene considerata come ufficiale dai Type O Negative.
La compilation presenta brani da tutti gli album fino da allora usciti ad eccezione di The Origin of the Feces e dei brani inediti di The Least Worst Of. L'unico inedito della raccolta è una cover del brano Highway Star dei Deep Purple.

## Tracce
1. Unsuccessfully Coping with the Natural Beauty of Infidelty – 12:37
2. Christian Woman – 4:29 – versione editata
3. Black No.1 (Little Miss Scare-All) – 4:40 – versione editata
4. Too Late: Frozen – 7:53
5. Love You to Death – 4:51 – versione editata
6. My Girlfriend's Girlfriend – 3:49
7. Cinnamon Girl – 4:08 – originariamente interpretata da Neil Young
8. Everyone I Love Is Dead – 4:41 – versione editata
9. Everything Dies – 4:37 – versione editata
10. Highway Star – 5:57 – originariamente interpretata dai Deep Purple
11. I Don't Wanna Be Me – 3:49
12. Life Is Killing Me – 6:47

## Formazione
- Peter Steele – voce, basso
- Kenny Hickey – chitarra, voce
- Josh Silver – tastiere, sintetizzatore, effetti, cori
- Sal Abruscato – batteria e cori (tracce 1-4)
- Johnny Kelly – batteria e cori (tracce 5-12)